# Imperialismo cultural

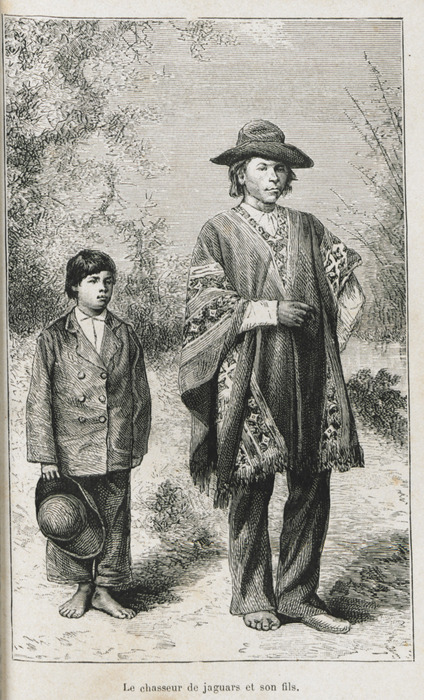
Un cazador de jaguares y su hijo, nativos del Chaco Boreal. El padre sigue vistiendo la ropa tradicional de su patria, mientras que el hijo ya ha adoptado la ropa europea.

Se llama imperialismo cultural a toda forma de imposición ideológica desarrollada a través de los medios de comunicación y otras formas de producción cultural a fin de establecer los valores de una sociedad dominante en una determinada sociedad periférica o dependiente, en otras palabras es la práctica de la promoción y la imposición de una cultura, por lo general de sociedades políticamente poderosas. También es el nombre que recibió el Gran Capital y la dominación de los países centrales. Este nombre fue impuesto por una corriente crítica que tuvo un gran auge durante las décadas de 1940 y 1970 en Europa y América Latina. Fue la llamada Teoría Crítica o Sociología Crítica-Ideológica y nació de conceptos surgidos en la Escuela de Frankfurt (o, valga la redundancia, Escuela no Crítica, con pensadores como Adorno, Horkheimer, Marcuse y Benjamin).

## Delimitación del término
Defendida por autores como Armand Mattelart o Ariel Dorfman, trataba de establecer una relación entre los esquemas de dominación económica globales, con el consumo de bienes culturales (principalmente productos de comunicación como programas de televisión, películas, obras literarias, etc. producidas en los países dominantes). En 1972 estos dos autores publicaron Para leer al pato Donald, mediante el cual examinan la literatura de masas publicada por Walt Disney en Latinoamérica.  Mediante el análisis de las historietas protagonizadas por las figuras del pato Donald, sus sobrinos y su tío demuestran que Disney difunde el estilo de vida estadounidense (American way of life). En términos estrictos del Imperialismo Cultural, lo preocupante es que no solo hacen propaganda del estilo de vida estadounidense, sino que instauran el sueño americano (American dream of life). De este modo, los EE.UU, como clase dominante que posee los medios de producción y distribución, inculcan una ideología sobre qué valores deben poseer los países dependientes (periféricos) y cómo representar su propia realidad.  
Siguiendo el ejemplo de antes, esta corriente sostenía que los países ricos o altamente industrializados no solo ejercían sus posiciones hegemónicas hacia las naciones en desarrollo en el plano económico, sino también en el cultural. El ejercicio de estas posiciones favorecía el consumo de productos culturales producidos en los países desarrollados sobre los países en desarrollo, incluso por encima de las producciones locales. Los ideólogos de esta postura sostienen que a través del consumo de estos productos se ejercen acciones de franco imperialismo cultural, en las que se trataba de exportar e imponer los valores y cultura de los países desarrollados, hacia los países receptores.
Críticos de esta corriente señalan que se asume un papel de las audiencias demasiado pasivo y que en realidad éstas tienen un poder mucho mayor en el proceso de recepción de estos productos culturales.

## Imperialismo cultural europeo
El imperialismo cultural de Europa está íntimamente relacionado con el de Estados Unidos (ya que ambos son sinónimos de occidentalización). El imperialismo europeo se manifestó en la imposición de su cultura a sus antiguas colonias, siendo más profunda en el continente americano. A los indígenas se le obligó adoptar la religión cristiana y el idioma de los conquistadores, teniendo igual suerte los nativos comprados en África y llevados a América como esclavos. También se llevó la forma de vida propia de la civilización occidental, ciudades, hospitales, universidades, apareciendo el Derecho individual en América –las civilizaciones indígenas tenían un Derecho colectivo–. Se transformó notablemente la vestimenta, acorde a la religión cristiana, introduciendo nuevas costumbres relacionadas con la sanidad y la higiene, y a partir de la Ilustración, la ciencia occidental con sus métodos.
A diferencia de todas las naciones africanas o asiáticas (excepto Sudáfrica y Filipinas), la descolonización de América (también llamada revoluciones americanas o independencia de América) aumentó su asimilación a la cultura occidental, con la introducción continua de nuevas tecnologías y la consideración del legado cultural español (hispanoamérica, amplio conjunto de países que compone la inmensa mayoría del continente), portugués (Brasil), francés (Canadá, Guayana, Haití) o británico (Estados Unidos de América, Canadá) como raíz de impronta cultural de las naciones americanas, reflejado en sus instituciones, modo de vida, infraestructuras, fiestas populares, lenguas oficiales, etc.
Aun así, alguna parte de la sociedad civil de los países americanos se ha resistido a buena parte de esa occidentalización,[cita requerida] aunque la mayor parte de la población puede ser considerada occidental, dado el alto grado de asimilación cultural y étnica europea, como lo demuestra el hecho de haber censado bastantes más mestizos que indígenas.[cita requerida]

## Imperialismo cultural estadounidense
En el caso de los Estados Unidos, el costumbrismo estadounidense se podría considerar un ejemplo de imperialismo cultural, producido por el cine de Hollywood, que promociona sus valores a través de la representación repetida de algunos estereotipos (p.e. liberalismo, democracia liberal, capitalismo, patriotismo, patriarcado occidental, religion cristiana) a las poblaciones de otros países, por medio de fílmicas[cita requerida], en donde prima la diversión al arte cinematográfico en sí[cita requerida], o la guerra indiscriminada contra los entes que imponen el terror (a menudo representados por monstruos, extraterrestres, imperios históricos o mafias), que desacredita indirectamente o directamente a otro país o cultura, (con algunas excepciones, siempre históricas para rebajar la tensión), resultando en un proceso de americanización de los países no occidentales. En dichas películas se muestran los ideales y valores de la cultura estadounidense (familia tradicional cristiana como estructura básica "natural" de la sociedad, estereotipos occidentales de género, educación basada en la competitividad, machismo y centrismo del protagonista, medicina occidental como "única verdadera ciencia", etc.), divulgando las credencias esbozadas por la psicología, la psiquiatría y la medicina occidental, hacia las culturas y forma de ser de las personas del resto de los países del mundo.[cita requerida]
En otros medios de comunicación como la televisión o la música, la influencia estadounidense se expresa en que buena parte de los programas televisivos emitidos en el mundo son producidos en Estados Unidos. De igual forma, la música estadounidense en géneros como el rock y el pop es la más escuchada.
Es lo que la Escuela de Frankfurt denominaba Industria cultural, donde se impone ,indirectamente, un sentido naturalizado de la producción cultural de los países poderosos hacia los países dependientes. Unido a la producción de cultura, los países en vías de desarrollo incorporan pautas y patrones culturales a través de los símbolos presentados por el imperialismo cultural, asociando inconcientemente la riqueza de EE. UU., a su cultura, y la pobreza nacional a la cultura autóctona. No obstante, a menudo ha resultado en la fusión de los ritmos estadounidenses con los autóctonos (por ejemplo, Reguetón en el Caribe, chill-out y Heavy metal gótico en Europa, etc.)